# Paijáncultuur
De Paijáncultuur is een archeologisch complex aan de noordkust van Peru, waarvan de naam is afgeleid van de stad Paiján gelegen aan de noordelijke oever van de Chicama, in het district Paiján van het departement La Libertad. De archeologische overblijfselen behoren tot de lithische periode van de Andes en liggen verspreid tussen de Virú-vallei in het zuiden en Pacasmayo in het noorden. Het karakteristieke stenen werktuig van deze vindplaatsen is een tweezijdig bewerkte punt, de paijánpunt, een lithische traditie die zich uitstrekt langs de Peruaanse kust van de Zaña-vallei (Lambayeque) in het noorden tot Pozo Santo (Ica) in het zuiden.
Op een van de vindplaatsen, de Pampa de los Fósiles (Pacasmayo), werden menselijke resten gevonden, die als de oudste in Peru worden beschouwd (rond 10.000 BP).

## Onderzoek
De archeoloog Rafael Larco Hoyle ontdekte in de Pampa de los Fósiles de eerste overblijfselen van de Paijancultuur, bestaande uit lithische punten, in een werk dat hij in 1948 bekend maakte. Zijn onderzoek had ook betrekking op de Pampa de Paiján. Een andere initiatiefnemer was Junius Bird, voor de lithische ateliers van Pampa San Pedro.
Bij vervolgonderzoek kwamen verschillende lithische werkplaatsen, steengroeven en openluchtkampen van de Paijáncultuur aan het licht. Van belang waren de studies van de Fransman Claude Chauchat (1975); Jaime Deza Rivasplata (1975, 1991); Michael A. Malpass (1986); Paul P. Ossa (1978) en Santiago Uceda (1986); César Gálvez Mora (1990, 1992), Rosario Becerra en Rocío Esquerre (1992); en Jesús Briceño, César Gálvez Mora en Rosario Becerra (1993).

## Belangrijke sites
Het archeologische complex bestaat uit openluchtkampen, steengroeven en lithische werkplaatsen. De belangrijkste sites zijn:
- Pampa de los Fósiles
- Pampa de Paiján
- Quebrada de Cupisnique
- Abrigo de Quirihuac
- La Cumbre

Verder naar het zuiden zijn er andere sites die ook tot de Paijantraditie behoren:
- Tres Piedras
- Pampa de Piedras Gordas
- Chivateros
- Pozo Santo

## Chronologie
Verschillende radiokoolstofdateringen plaatsen de Paijáncultuur chronologisch tussen 10.800 en 8.300 BP, hoewel er enkele data zijn van meer dan 12.000 jaar BP voor de Quirihuac-abri nabij Trujillo.
De cultuur is onderverdeeld in twee periodes:
- 10.800 tot 10.000 BP, met aanwijzingen voor seizoensgebonden bewegingen van de mens
- 10.000 tot 8.300 BP, waarin locaties met meer resten van woningen zijn opgegraven, met enkele ronde en ovale stenen structuren

## Paiján-traditie
De baanbrekende werken van E. Lanning maakten duidelijk dat de culturele manifestaties van Paiján een zeer groot gebied besloegen, waaronder de centrale kust van Lima. Later zouden C. Chauchat, Malpass en Bonavia erin slagen locaties tussen Cupisnique en Ica te identificeren, waaronder Casma (Áncash). Later werk van Dillehay maakte het mogelijk om soortgelijke locaties in Lambayeque te identificeren. Het zou dus vanwege zijn invloed en territoriale uitbreiding het belangrijkste lithische complex aan de Peruaanse kust zijn.
Het karakteristieke lithische artefact van de Paijáncultuur is een dunne tweezijdig bewerkte punt, met een steel aan de basis en gemarkeerde schouders, door archeologen "Punta de Paiján" of "Punta Paiján" genoemd. Ze hebben afmetingen variërend van 7 tot 20 cm lang, en worden bewerkt volgens een lange operationele keten. De voorbereiding was ingewikkeld: er werd gebruik gemaakt van een techniek die directe harde en zachte percussie combineerde met druk. Aanvankelijk werd aangenomen dat het de overblijfselen waren van mastodontenjagers, aangezien het gebied vol zit met fossielen uit het Pleistoceen (zoals de Pampa de los Fósiles), maar later onderzoek toonde aan dat er geen verband bestond tussen de Paijáncultuur en de genoemde fauna. Hun functie blijft onzeker, hoewel het waarschijnlijk is dat sommige vormen als harpoenen dienden, terwijl andere rituele voorwerpen waren.
Naast deze punten werden andere stenen werktuigen gevonden, zoals unifaces, klingen, schrabbers, stekers en slijpstenen.

## Menselijke resten
In 1975 ontdekte de Franse archeoloog Claude Chauchat in de Pampa de los Fósiles de skeletresten van een tiener van ongeveer 12 tot 13 jaar oud en een jonge vrouw van ongeveer 25 jaar, begraven op een laag as. De tiener bevond zich in een foetushouding en de vrouw had haar onderste ledematen halfgebogen. Radiokoolstofstudies gaven hen een leeftijd van 10.200 ± 180 BP, dat wil zeggen ouder dan de in 1959 door Augusto Cardich ontdekte Lauricocha-skeletten. Om deze reden worden ze beschouwd als de oudste menselijke resten in Peru. Daaropvolgend werk maakte het mogelijk meer begrafeniscontexten in Chicama te identificeren.

## Cultuur
De Paijánmensen waren vissers, jagers en verzamelaars die leefden in het vroege Holoceen, ongeveer 12.000 BP, toen landbouw en veeteelt nog niet werden beoefend in de Andes. De Paijánmensen maakten gebruik van planten en dieren van verschillende bronnen, zoals de zee, de heuvels, de valleien en de bossen van de Yunga. Hun dieet was gebaseerd op verschillende soorten vissen, zeeweekdieren, landweekdieren, duiven, veldknaagdieren, hagedissen (waaronder Dicrodon guttulatum) en zeer zelden herten. De aanwezigheid van maalstenen duidt op de verwerking van planten, waarschijnlijk Prosopis chilensis, grassen en Matisia cordata. De aanwezigheid van caries bij een van de skeletten van Pampa de los Fósiles suggereert dat groenten een belangrijke rol speelden in hun dieet. Tegen die tijd waren de mastodonten en andere grote Pleistocene dieren al verdwenen.
Er wordt aangenomen dat de Paiján-mensen met het verstrijken van de millennia, gezien de veranderingen in de natuurlijke omgeving, de invasie van bergvolkeren en bevolkingsveranderingen, hun economische oriëntatie moesten veranderen, waardoor het gebruik van mariene hulpbronnen (vissen en weekdieren) verder werd geïntensiveerd, zonder de andere voedselbronnen op te geven. Dit laatste scenario is nog weinig bekend, maar het zou zich rond 7000 BP hebben afgespeeld.
De Paiján-mensen begroeven hun doden, maakten het graf eerst met as klaar en wikkelden de overledene in een mat, wat de aanwezigheid van religieuze ideeën en het geloof in een hiernamaals aantoont.
De woningen waren over het algemeen schermen van vergankelijke materialen, die zich in ravijnen bevonden, beschut tegen de wind. Aan de noordkust is Dillehay er echter in geslaagd stenen huizen met vierhoekige plattegronden te vinden, blijkbaar een nederzettingspraktijk die nog niet wijdverspreid was en misschien in de late fasen van de Paijáncultuur werd beoefend.